# Kabinett Günaltay
Das Kabinett Günaltay war die 18. Regierung der Türkei, die vom 16. Januar 1949 bis zum 22. Mai 1950 von Şemsettin Günaltay geführt wurde.
Bei der Parlamentswahl am 21. Juli 1946 waren erstmals neben der Cumhuriyet Halk Partisi andere Parteien zugelassen. So trat auch die von dem ehemaligen Ministerpräsidenten Celâl Bayar und Adnan Menderes gegründete Demokrat Parti an. Die CHP konnte die Wahl mit 85,2 % der Stimmen trotzdem für sich entscheiden. Nach dem Rückzug von Ministerpräsident Saraçoğlu aus gesundheitlichen Gründen wurde Recep Peker neuer Regierungschef des Landes. Nach Pekers Rücktritt im September 1947 wurde Außenminister Saka neuer Ministerpräsident. Saka wurde für seinen als zu liberal empfundenen Umgang mit der Oppositionspartei DP allerdings bald heftig kritisiert und trat am 10. Juni zurück. Trotzdem wurde er zehn Tage später erneut mit der Regierungsbildung beauftragt.
In den folgenden Monaten verlor die CHP zunehmend an Zustimmung in der Bevölkerung. Um die bevorstehenden Wahlen im Jahr 1950 nicht zu gefährden, wurde Saka im Januar 1949 durch Şemsettin Günaltay abgelöst. Trotzdem verlor die CHP die Parlamentswahl im Jahr 1950 und Günaltay trat in der Folge zurück.

## Regierung
| Titel                                          | Name                                  | Partei | Amtszeit                                                   |
| ---------------------------------------------- | ------------------------------------- | ------ | ---------------------------------------------------------- |
| Ministerpräsident                              | Şemsettin Günaltay                    | CHP    |                                                            |
| Stellvertretender Ministerpräsident            | Nihat Erim                            | CHP    |                                                            |
| Staatsminister                                 | Nurullah Esat Sümer Cemil Sait Barlas | CHP    | 16. Januar 1949 – 7. Juni 1949 7. Juni 1949 – 22. Mai 1950 |
| Justizminister                                 | Fuat Sirmen                           | CHP    |                                                            |
| Minister für Verteidigung und Marine           | Hüsnü Çakır                           | CHP    |                                                            |
| Innenminister                                  | Emin Erişirgil                        | CHP    |                                                            |
| Außenminister                                  | Necmettin Sadak                       | CHP    |                                                            |
| Finanzminister                                 | İsmail Rüştü Aksal                    | CHP    |                                                            |
| Bildungsminister                               | Tahsin Banguoğlu                      | CHP    |                                                            |
| Minister für öffentliche Arbeiten              | Şevket Adalan                         | CHP    |                                                            |
| Minister für Gesundheit und soziale Sicherheit | Kemali Bayazıt                        | CHP    |                                                            |
| Minister für Zölle und Monopole                | Şerafettin Bürge                      | CHP    |                                                            |
| Minister für Wirtschaft und Handel             | Cemil Sait Barlas Vedat Dicleli       | CHP    | 16. Januar 1949 – 7. Juni 1949 7. Juni 1949 – 22. Mai 1950 |
| Landwirtschaftsminister                        | Cavit Oral                            | CHP    |                                                            |
| Verkehrsminister                               | Kemal Satır                           | CHP    |                                                            |
| Wirtschaftsminister                            | Münir Birsel                          | CHP    | 7. Juni 1949 – 22. Mai 1950                                |
| Arbeitsminister                                | Şemsettin Sirer                       | CHP    |                                                            |